# Úborsko
Úborsko je malá vesnice, část obce Běhařov v okrese Klatovy v Plzeňském kraji. Nachází se asi jeden kilometr jižně od Běhařova. Prochází tudy železniční trať Horažďovice–Domažlice. Úborsko je také název katastrálního území o rozloze 1,15 km².

## Historie
První písemná zmínka o vesnici pochází z roku 1539.

## Obyvatelstvo
| Rok            | 1869 | 1880 | 1890 | 1900 | 1910 | 1921 | 1930 | 1950 | 1961 | 1970 | 1980 | 1991 | 2001 | 2011 | 2021 |
| -------------- | ---- | ---- | ---- | ---- | ---- | ---- | ---- | ---- | ---- | ---- | ---- | ---- | ---- | ---- | ---- |
| Počet obyvatel | 122  | 137  | 136  | 135  | 141  | 146  | 145  | 89   | 66   | 44   | 38   | 29   | 31   | 91   | 50   |
| Počet domů     | 24   | 24   | 25   | 25   | 25   | 25   | 25   | 24   | 21   | 19   | 19   | 16   | 19   | 20   | 21   |

## Obecní správa
Při sčítání lidu v letech 1850–1975 Úborsko bylo samostatnou obcí v okrese Klatovy. Od 1. července 1975 do 31. prosince 1979 bylo částí obce Běhařov v okrese Klatovy. Od 1. ledna 1980 do 23. listopadu 1990 bylo částí města Janovice nad Úhlavou v okrese Klatovy. Od 24. listopadu 1990 je opět částí obce Běhařov v okrese Klatovy.

## Pamětihodnosti
- Kaplička
- Sousoší Kalvárie

## Rodáci
- Dagmar Čapková (1925–2016), česká pedagožka a komenioložka

## Fotogalerie

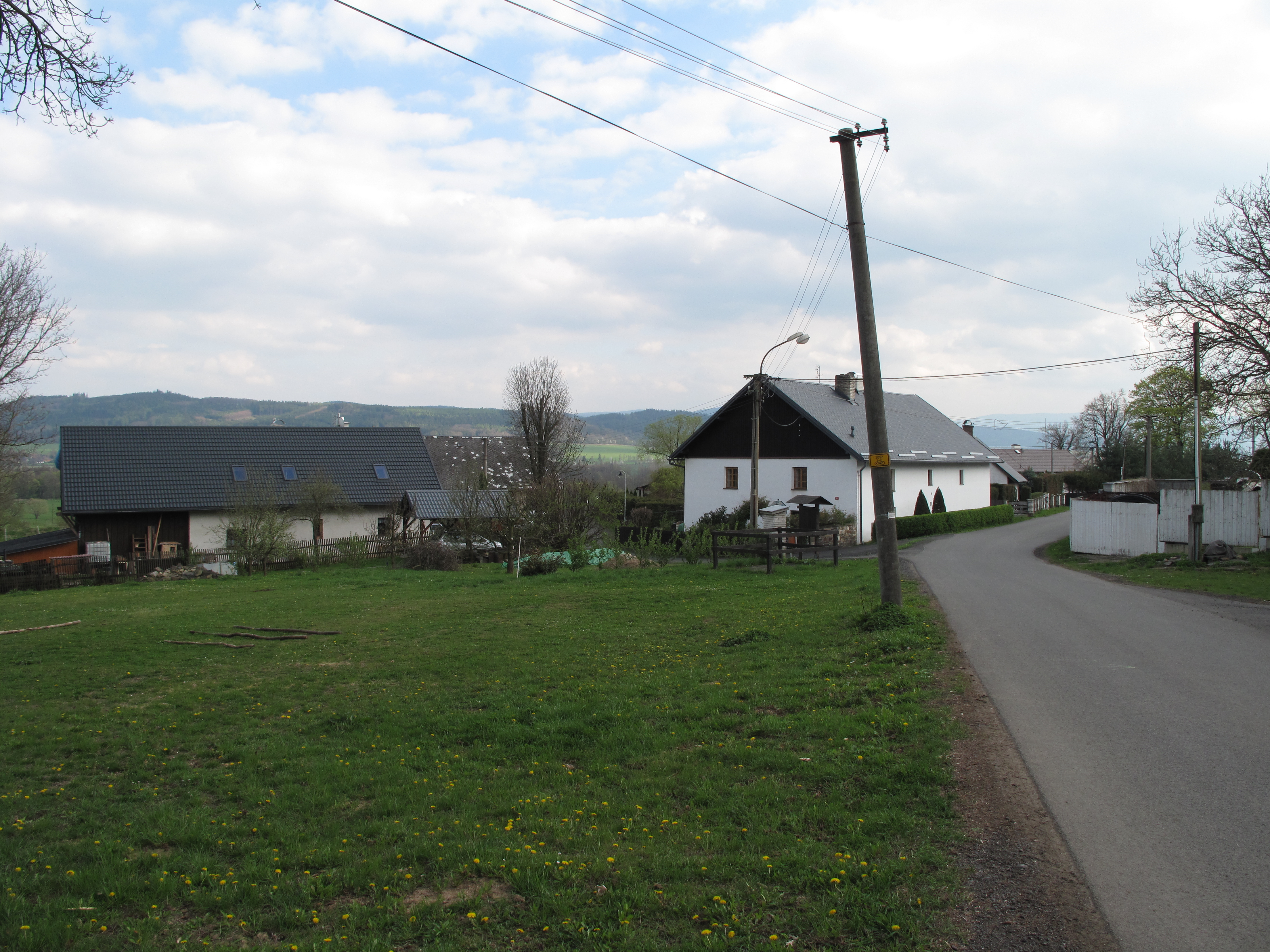
Místní domy
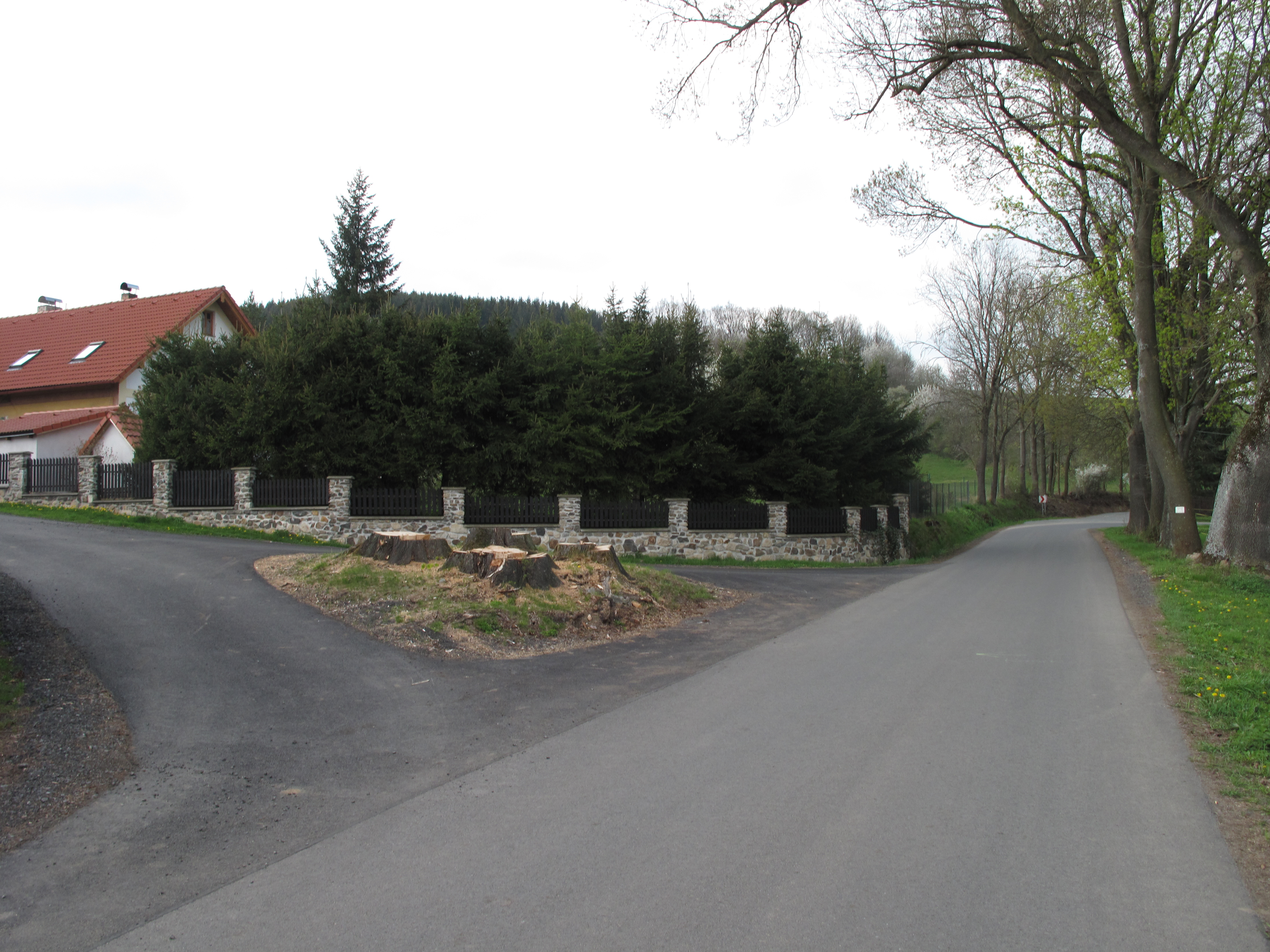
Rozcestí
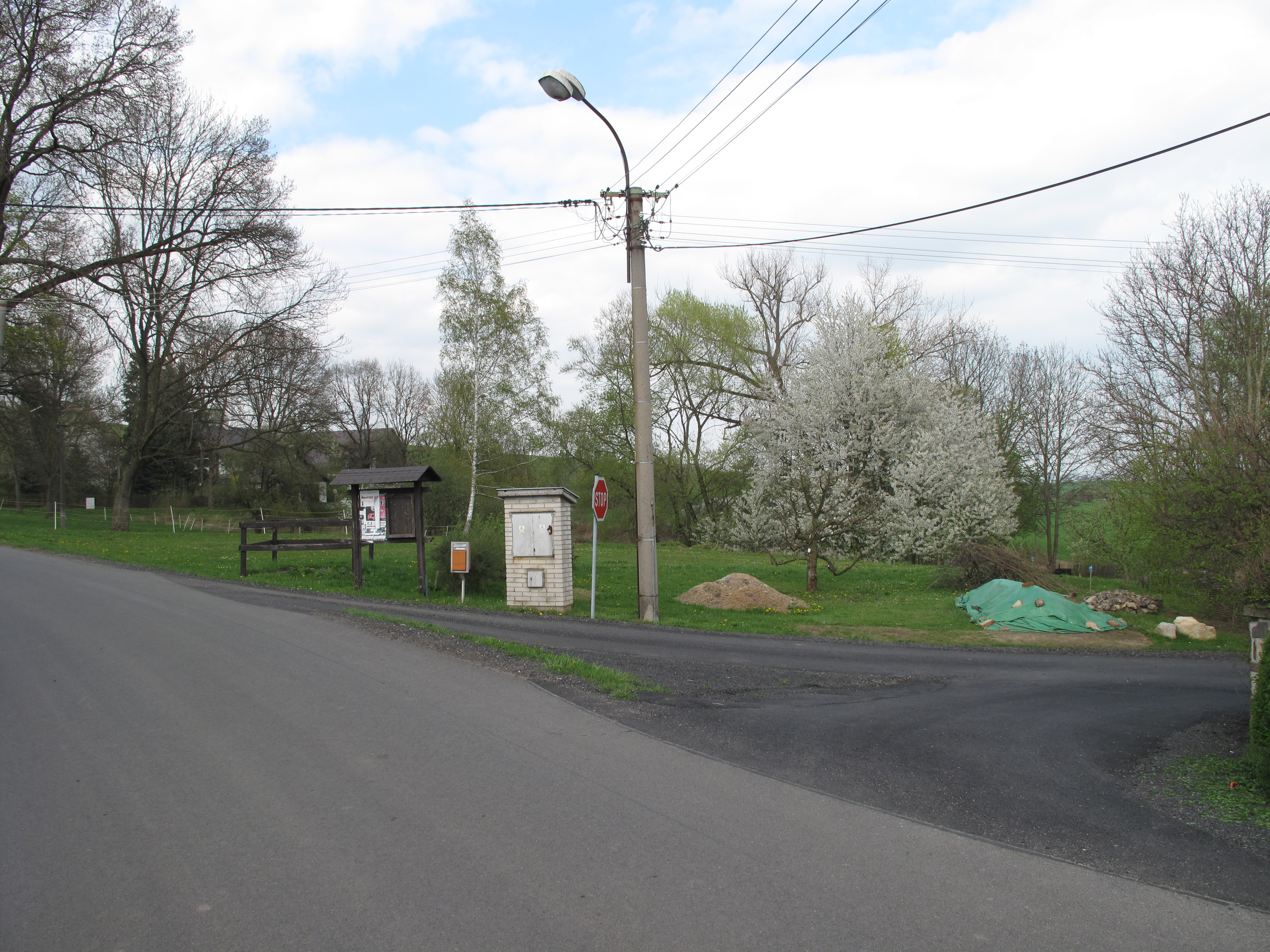
Rozcestí z opačné strany